# Palazzo del marchese di Beniel
Il Palazzo del marchese di Beniel è l'edificio civile più importante della città di Vélez-Málaga, nella provincia di Málaga.

## Storia
Antonio de Molina, figlio di don Alonso e di donna Leonor Rodríguez de Carrión, di Murcia, fu costretto a rifugiarsi a Vélez-Málaga per aver ucciso un cavaliere. Qui sposò donna María de Medrano, figlia di Juan di Medrano, alcalde della città, e di donna Francisca de Barrionuevo, entrambi di famiglie originarie di Soria. Il loro secondo figlio, don Alonso de Molina y Medrano (1549-1616), studiò al Colegio Mayor di Siviglia e fu inquisitore a Cordova e poi a Saragozza; in quest'ultima città ebbe nel 1591 un importante ruolo nella pacificazione di una rivolta popolare, grazie al quale ottenne dal re Filippo II la nomina al Consiglio delle Indie e a cavaliere di Santiago; nel 1601 fu inoltre ambasciatore del re a Lisbona. Sposò Francisca di Hinojosa e Montalvo, ma non ebbe discendenza.
Nel 1609 fece iniziare la costruzione del palazzo come propria residenza, ma non giunse a vederlo completato e alla sua morte senza figli fu ereditato dal nipote, il marchese de Beniel de Murcia. Fu utilizzato come sede dei capitani generali e del reggimento della costa di Granada.
Nel 1861 venne ceduto al comune di Vélez-Málaga; ebbe diverse destinazioni e fu sede del municipio tra il 1899 e il 1982. Nel 1988 fu restaurato e ospita al piano superiore la fondazione "María Zambrano" con la relativa biblioteca, mentre al piano inferiore ha sede l'assessorato alla cultura del comune.

## Descrizione
Si tratta di un edificio manierista.
La facciata in pietra e mattoni ha tre piani, compreso il loggiato superiore ad archi, che sovrasta la parte retrostante a due piani. L'ingresso principale è costituito da un portale in marmo, sormontato da una finestra con frontone curvilineo e balcone, fiancheggiata dagli scudi nobiliari di Molina y Medrano.
All'interno gli ambienti si distribuiscono attorno ad un cortile centrale a due piani di colonne con fusti in marmo che sostengono arcate a tutto sesto in mattoni. Nella decorazione sono presenti opere in ferro battuto e intagli in legno.
L'edificio ospita l'archivio municipale, dove si possono consultare documenti storici, fotografie, giornali e altre testimonianze del passato di Vélez-Málaga. L'edificio ha anche una sala dedicata al poeta e pittore veleño Joaquín Lobato, che ha donato il suo patrimonio al comune. 
Il cortile centrale ospita inoltre alcuni dei resti rinvenuti nel territorio del comune. Vi si svolgono anche eventi e attività culturali. 
Posteriormente il palazzo è stato collegato con un altro immobile che ospita il Centro di studi dell'esilio, con una sala che può ospitare 250 persone.